# Сяйлев, Андрей Фёдорович
Андре́й Фёдорович Ся́йлев (род. 22 августа 1982, Сары-Агач, Южно-Казахстанская область) — современный художник, куратор, видео-художник, дизайнер. Занимается стрит-артом, живописью, видео-артом.
Используемая техника в работах: видео-арт, живопись, глитч-арт, коллаж, паблик-арт, скульптура.
Андрей Сяйлев — представитель нового поколения художников, сформировавшегося в Самаре. С именем Андрея Сяйлева, Владимира Логутова, Светланы Шуваевой, Александра Зайцева, Олега Елагина связано явление «Самарской волны».
Дизайнер музейных экспозиций, создатель авторской мебели модульной сборки в соавторстве с Владимиром Логутовым.

## Биография

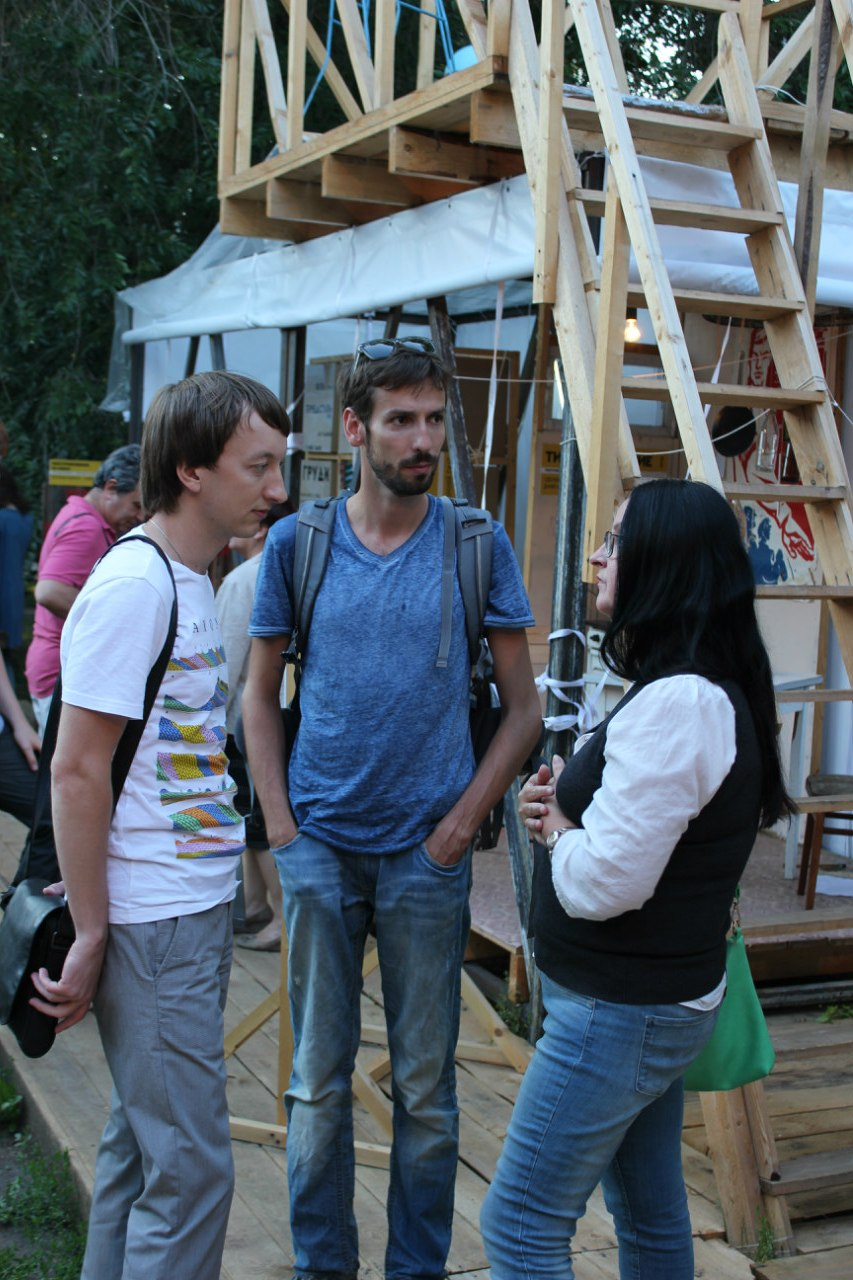
Олег Елагин, Андрей Сяйлев и Нели Коржова на фестивале «Пять способов выйти на свободу», Самарский литературный музей, 2013

Андрей Сяйлев родился в 1982 году в посёлке Сары-Агач.
Окончил Самарское художественное училище (1997—2001) (где учился с Владимиром Логутовым), учился в Самарском педагогическом университете (2008—2011) . Художественную деятельность начал в 2003 году. Занимался дизайном, брендингом.
В 2004 году совместно с Владимиром Логутовым стал организатором фестиваля Art chaos. Курировал фестиваль визуальных искусств «Правый берег»..
В 2008-м работал в отделе кино и видеоарта Государственного центра современного искусства в Москве.
В 2010—2011 годах — куратор самарской Галереи одной работы. Совместно с Олегом Захаркиным организовал Sit.com.cafe с показами на открытом воздухе, магазина Гончаров. Номинирован на премию «Рейтинг культурных событий-2010 Самара» в номинации «Культурный герой года», с формулировкой «за создание магазина „Гончаров“ и кураторскую политику „Галереи одной работы“».
С 2010 по 2014 год — участник группы «Лаборатория» (совместно с Владимиром Логутовым, Ильёй Саморуковым, Константином Зацепиным и Олегом Елагиным).
В 2011-2012 выступал в роли мастера подлагеря «Арт-подготовки» на фестивале «Молодые — молодым».
В 2013 году выступил куратором Фестиваля идей в Музее Модерна, с дальнейшим развитием проекта в виде Музея Идей.
В 2015—2016-х годах — арт-директор международного фестиваля «Волгафест».
Участник многочисленных фестивалей видеоарта в России, на Украине, в Италии. Работы неоднократно участвовали в акциях Ночь искусств, Ночь в музее.
Также участник параллельных программ 5-й и 6-й Московской биеннале современного искусства, параллельной программы фестиваля MANIFESTA-10 (2014). Участник триеналле российского современного искусства в 2017.
В 2016 году являлся самым известным современным художником Самары. В 2017 вошел в топ 50 журнала Собака.ru «Самые знаменитые люди Самары и Тольятти» в номинации «Искусство».
С 2017 года живёт и работает в Москве.
В 2017 году занял 75 строку в рейтинге ТОП-100 молодых российских художников. Рейтинг составили аналитики сайта In-Art — крупнейшей базы данных российского современного искусства.
Работы находятся в  Третьяковской Галерее, Фонде Смирнова и Сорокина, Москва, Россия и в частных коллекциях России и за рубежом.

### Семья
Жена — Елена Седова;
- сын Иван.

## Видео-арт
Самый известная работа — «Палатка» (29 мин.)
«Палатка» (фильм. 29 мин. 2003 г.) Гран-при видео фестиваля «Белый квадрат» г. Самара
«Я» (фильм 4.30мин. 2008 г.)

Фильм представляет собой 5 минутное размышление «сознания», в пограничном состоянии между сном и бодрствованием, проснувшись от звука будильника, ещё не открыв глаза, кто-то (в фильме остается не ясным пол, возраст автора, его местоположение в пространственном и временном контексте) решает обезличить и увековечить течение своей мысли, путём бесконечной репрезентации себя как мысли..
— Андрей Сяйлев
«27 абстракций» Видеодокументация, продолжительность 10 мин. 2007 г.
«Простое движение» (Видео, продолжительность 7.42 мин. 2009 г.)
«Одновременности» (4-х канальная видео инсталляция,. 2009 г.) г. Санкт-Петербург, галерея «Глобус»:

Видеоинсталляция самарца Андрея Сяйлева — возможность почувствовать себя музейным портретом. Он устанавливал камеры перед картинами в Русском музее и Эрмитаже и снимал лица посетителей, наблюдал реакции. Зрителю Сяйлева остается наблюдать чужие непроизвольные гримасы или сосредоточенную пустоту во взгляде.
— Собака.ru
Фестивали видео-арта:
2007 — Канский видеофестиваль, Канск
2006 — I Международный молодежный проект М’АРСово Поле: «Адаптация», Москва
2006 — Фестиваль КИНОТЕАТР.DOC (г. Москва)
2005 — выставка видеоарта Италия-Россия 6:6 галерея Amnesiac Arts, Потенца, Италия.

## Кураторская деятельность
Выступал куратором видеопрограммы 4-й Ширяевской биеннале современного искусства, организатором программы фестивалей «SAMARAART» («ART haos» «City VIDEO» «VJ party» «Правый берег», «Неделя видео-АРТа в Самаре» и др.)
Организатор и куратор «Галереи одной работы» и магазина «Гончаров» в Самаре.

## Триеналле и биенналле
2019 – Серия паблик арт объектов «Столбы Красноярска» ( в рамках 13-й биеннале в г. Красноярске «Переговорщики)
2017 Миростроение. Специальный проект Уральской индустриальной биеннале современного искусства (Нижний Тагил)
2017 Оргия вещей. Параллельная программа 7-й Московской биеннале современного искусства, Фонд Владимира Смирнова и Константина Сорокина (Москва)
2017 Триеннале российского современного искусства, ЦСИ «Гараж» (Москва)
2017 Квартирная триеннале, Самара
2015 Нет времени — VI Московская биеннале современного искусства, Винзавод (Москва)
2015—2016 Арт-директор фестиваля «ВолгаФест» (Самара)
2014 Не музей — Европейская биеннале современного искусства MANIFESTA 10, Арт-пространство «Новая индустрия» (Санкт-Петербург)
2013 Ничего подобного — V Московская биеннале современного искусства, Музей Москвы (Москва)
2009 Личинки Будущего. Искусство «после конца» или искусство «до начала»? — Программа «1/6 плюс» — III Московская биеннале современного искусства, Галерея искусств Зураба Церетели (Москва)
2009 Ширяевская биеннале (Америка: между Европой и Азией/America: between Europe and Asia). Работа «Субъективное»
2008 I Московская международная биеннале молодого искусства «Стой кто идет!?», фонд Эра, ЦСИ Марс (Москва)
2006 Фестиваль современного искусства «Шаргород» (Украина)
2005 Ширяевская биеннале (Любовь: между Европой и Азией /Love: between Europe and Asia).
2003 Ширяевская биеннале «Еда: между Европой и Азией»

## Выставки
Персональные выставки:

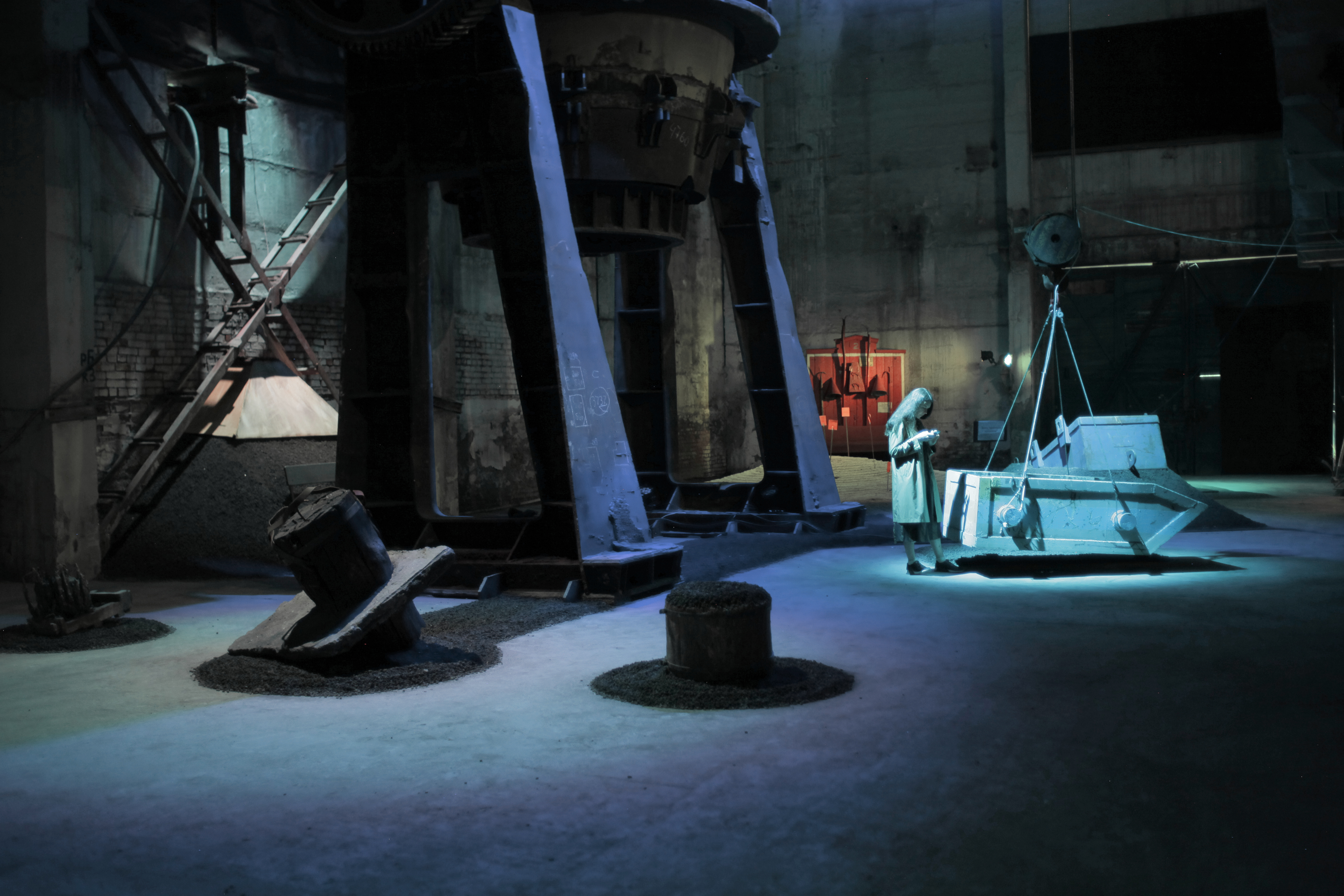
«Цех психологической разгрузки» 2017 г. Нижний Тагил (Миростроение. Специальный проект Уральской индустриальной биеннале современного искусства)

«Состав» (Guelman Projects, Москва, 2009),
«Одновременности. Вовнутрь» (галерея «Глобус», Санкт-Петербург, 2010),
«Читать / Рисовать» (Самарский областной художественный музей, 2011);
«Аккорд. Полтора метра от Земли» (Художественная галерея Фонд «Культурный Транзит», Екатеринбург, 2017)
«Текущие моменты» (Киль, Германия, 2017)
“За предел вовлеченности” (мастерские фонда Владимира Смирнова и Константина Сорокина, г. Москва, 2018)
Групповые выставки:
«Италия-Россия 6:6», Галерея Amnesiac Arts (Потенца, Италия, 2005)
«Башня Кронпринц: второе пришествие», Калининградский филиал ГЦСИ (Калининград, 2006)
«Non Stop Media» (Харьков, Украина, 2008)
«Видеоформат [линейность]», ГЦСИ (Москва, 2009)
«Пространственно-временной континуум» (галерея «11 комнат» , Самара, 2009)
«Город победителей»(галерея «Виктория», Самара, 2009)
«Модель для сборки» (Арт-Центр, Самара) 24.09.2009
«План Действий» (Сен-Поль-Труа-Шато, Франция, 2010)
«Вне земли», галерея «Новое пространство», Самара, 2011
«Темный лес» (галерее «XI комнат» Самара, 2011)
«Предельно/ конкретно», Музей современного искусства «Permm», Пермь, 2011

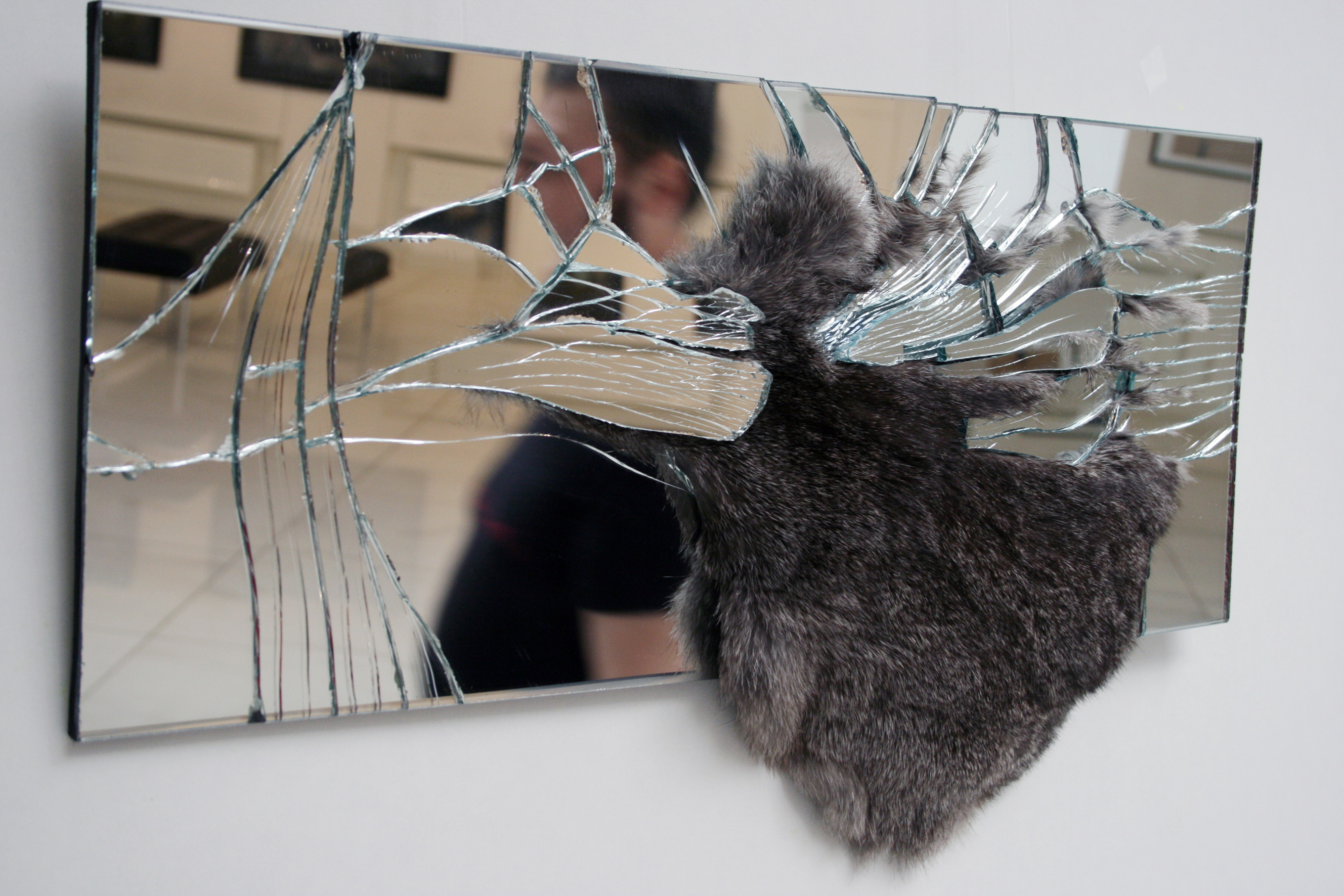
мех, клей, зеркало, кинетические механизмы 2009 г.
из серии «Объективное»
Ширяевская биеннале (Америка: между Европой и Азией/America: between Europe and Asia).

«Течения. Самарский авангард 1960—2012» , СОИКМ им. Алабина, Самара, 2012
«Моя мастерская» галерея «Новое пространство», Самара, 2012
«2012. Новые обстоятельства» Екатеринбург, Уральский филиал ГЦСИ, 2012
«Ничего подобного» (Музей Москвы, 2013),
«Искусство против географии» на фестивале «Белые ночи в Перми», Пермь, 2013
«По Московскому времени» (Галерея «Виктория», Самара, 2013)
«Мода на модерн» (Музей модерна, Самара, 2013)
«Не музей. Лаборатория эстетических подозрений». Арт-пространство «Новая индустрия». В рамках «Манифесты». Санкт-Петербург. 2014
«Визуальная библиотека». В рамках «ARTBAT FEST». Алматы, Казахстан. 2014
«Карантин» (Киль, Германия, 2014)
«Не музей. *Лаборатория эстетических подозрений» (арт-пространство «Новая индустрия», Санкт-Петербург, 2014),
«Street art: консервация» (Галерея «Виктория», Самара, 2015)
«Читальный зал», «Ленинград Центр», 2015
«Теория абстрактного» (Галерея «Виктория», Самара, 2015)
«Художественный фонд» (Средневолжский филиал ГЦСИ, Самара, 2015)
«Вспоминая завтра», Музей уличного искусства (Санкт-Петербург, 2015)
«Нет времени» (Центр современного искусства «ВИНЗАВОД», Москва, 2015).
Проект "Текущие моменты «Волга. Ноль» Средневолжский филиал ГЦСИ (Самара, 2016)
Выставка концептуальной фотографии «Tempus/Locus» (Нижнетагильский музей изобразительных искусств, 2016)
«Открытые системы» / «Самонедостаточность» (Галерея «Виктория», Самара, 2016)
«Город в личное время»(Выставочное пространство «Фрагмент», Москва, 2017).
«Аккорд — „Это искусство сделано на Земле“»(Мастерская по адресу: Москва, ул. Буракова, д. 27, Москва, 2017);
Итоговая выставка проекта «Волга. Ноль» (ТРК «Гудок». Самара, 2017)
"Нежные касания цифровых тел", галерея Виктория, Самара, Россия, 2019 (куратор: Анастасия Альбокринова)

## Оценка творчества

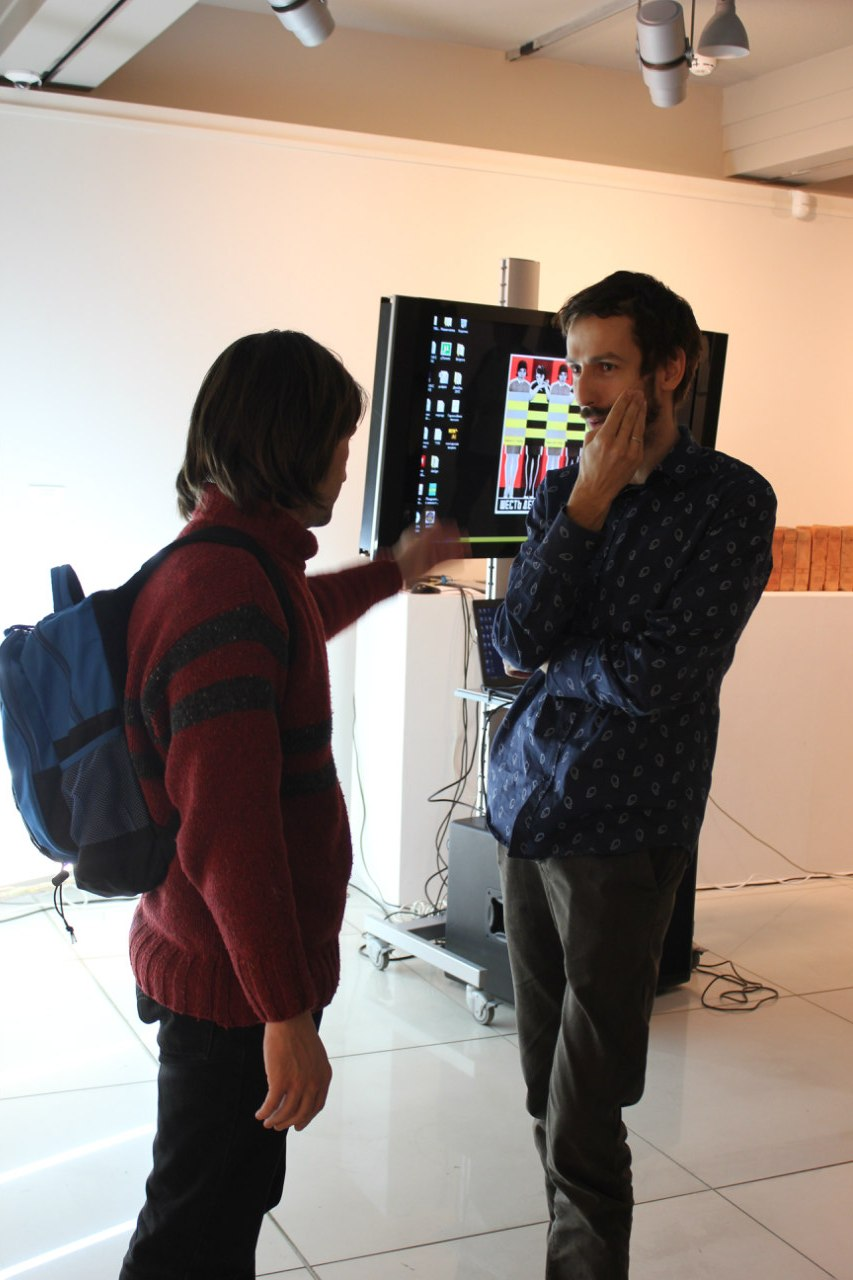
Андрей Сяйлев в галерее «Виктория». Самара, 2014

Лауреат конкурса «Открытый город» в номинации «Художественный проект» (Самара, 2005), фестиваля видеоарта «НЕТ-фестиваль» (Челябинск, 2008).
Художественная практика Андрея Сяйлева неразрывно связана с экспериментами над пластическими приемами и фактурами, но этим не ограничивается. Объединяя фрагменты фасадов зданий и обрывки изображений на различных бытовых предметах, Сяйлев размышляет на тему абстракции и её взаимоотношениях с реальностью материального мира. Равно как и об утрате обществом единой картины мира, её распада на разнородные фрагменты.

Андрей Сяйлев работает в традиционных медиа, экспериментирует с пластическими приемами и фактурами, в том числе в публичном пространстве. Предмет рефлексии художника — городское пространство, темы культурной и городской памяти, анонимность художественного высказывания. Большинство работ Сяйлева тяготеют к решетчатым структурам, будь то большие кубы из старых книг или коллажи из упаковочных и облицовочных материалов.
— Андрей Мизиано, Ильмира Болотян, 2017
Отличительной особенность артобъектов, выполненных художником, является глубокая проработка темы. Андрей Сяйлев скрупулезно погружается в предмет, внимательно и беспощадно подвергая его диалектическому преобразованию. Его работы предлагают нам начать новый исследовательский проект изучения человека и общества.
Часто использует приём анонимности работ.
В научный статьях ставится в один ряд со следующими стрит-арт художниками: JR из США, ОакОак (OakOak) из Франции, Шеппард Фейри (Shepard Fairey) и Дэвид Зинн (David Zinn) из США, Александр Фарто (Alexandre Farto) из Португалии, Левале (Levalet) из Франции.
Константин Зацепин неоднократно отмечал многослойность в абстрактных работах Андрея Сяйлева.

Андрей Сяйлев делает очень качественно, но очень редко. Я вообще его считаю лучшим в Самаре, хотелось бы от него больше работ. Я ему порой завидую, не могу поймать что-то такое же тонкое, а вот он может.
— художник Фрол Весёлый, 2015
Миша Most высоко оценивает работы Андрея.

## Фестивали и награды
2019  – Номинант государственной премии Инновация в номинации «Художник года»
2017  - Шорт-лист национальной премии «Инновация» в области современного искусства в номинации «региональный проект», совместно с Владимиром Селезневым.
2017   – Номинант премии Сергея Курехина в номинации «Паблик арт»
2016 Шорт-лист Премии в области современного искусства им. Сергея Курёхина в номинации «Искусство в общественном пространстве»
2008—2009 Гран-при за работу «27 абстракций» и «Я» — Челябинский «НЕТ-фестиваль» видео-арта (Челябинск)
2005 Гран-при в номинации «Художественный проект» — Выставка-конкурс в жанрах современного искусства «Открытый город» (Самара)
2003 Гран-при за фильм «Палатка» — Фестиваль спонтанного видео «Белый квадрат» (Самара)

## Наиболее известные работы

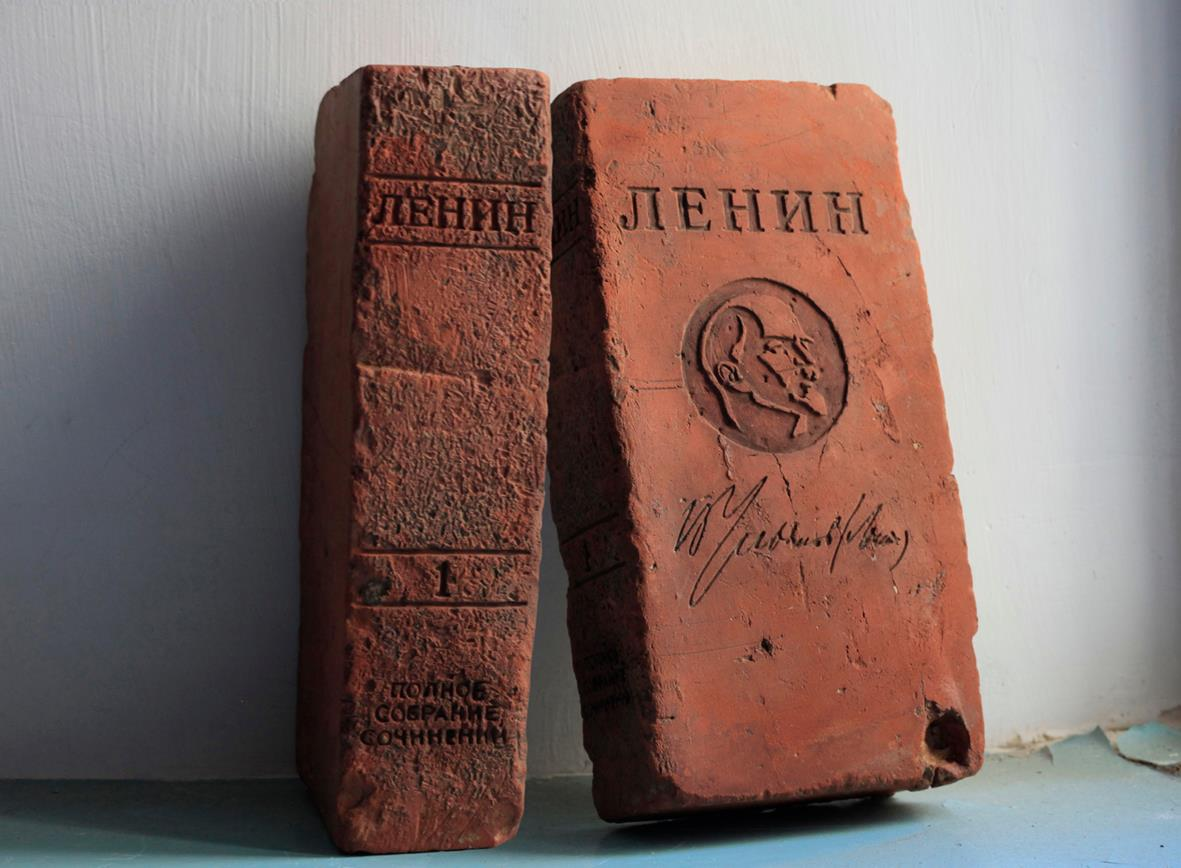
Полное собрание сочинений, 2013
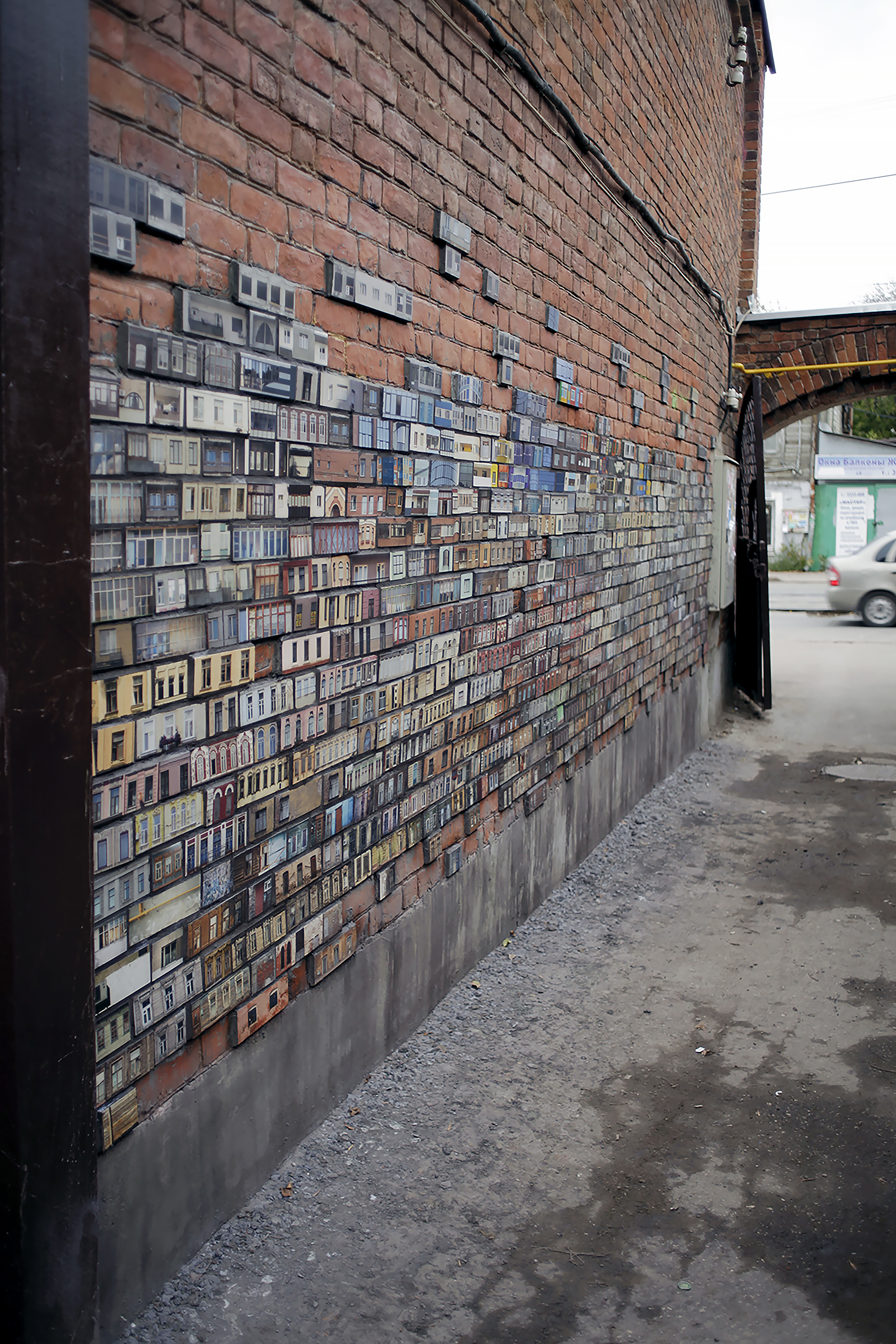
Работа «Тетрис», Самара, 2016
Работа «Трещина»
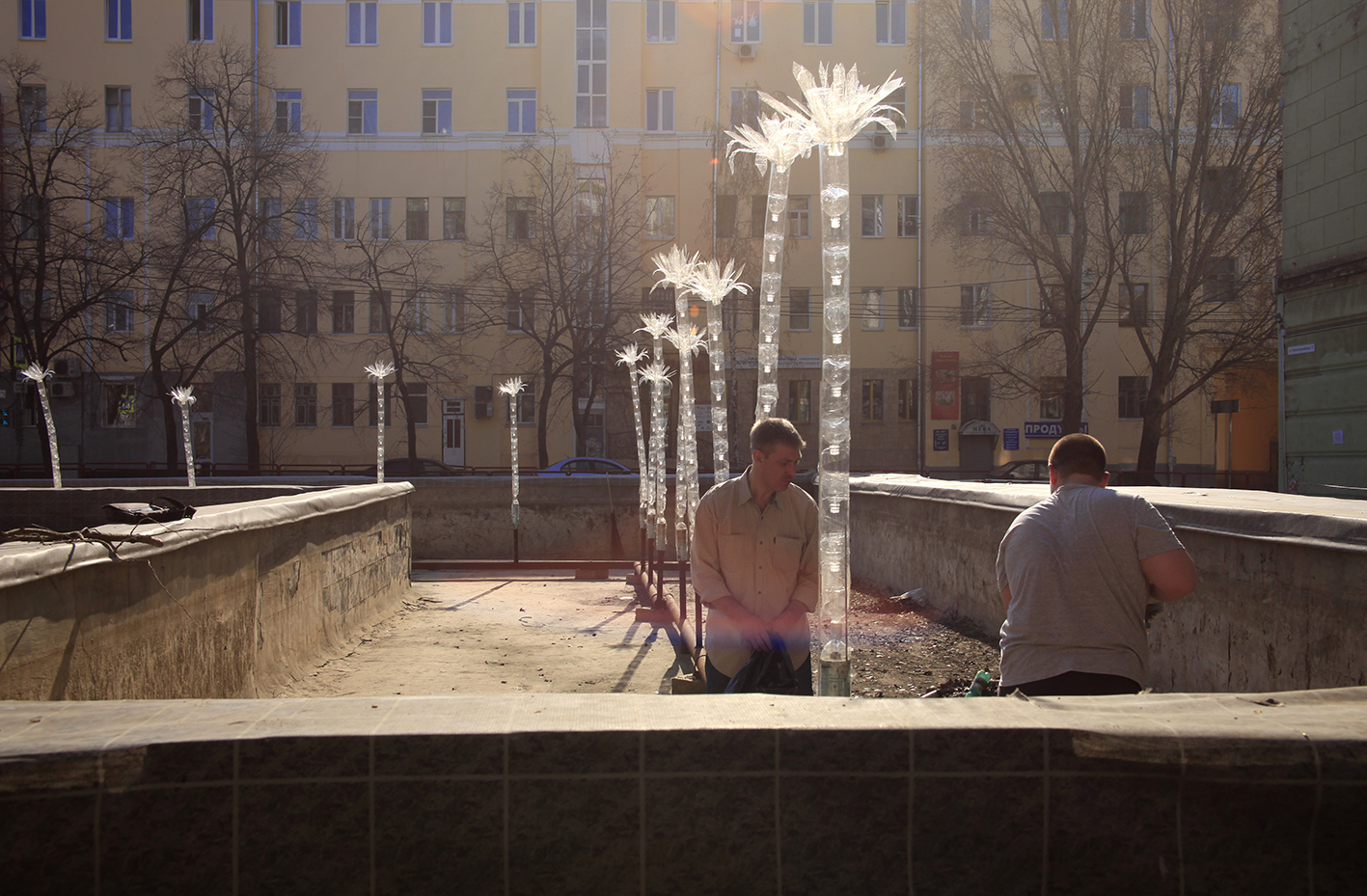
Работа «Фонтан»
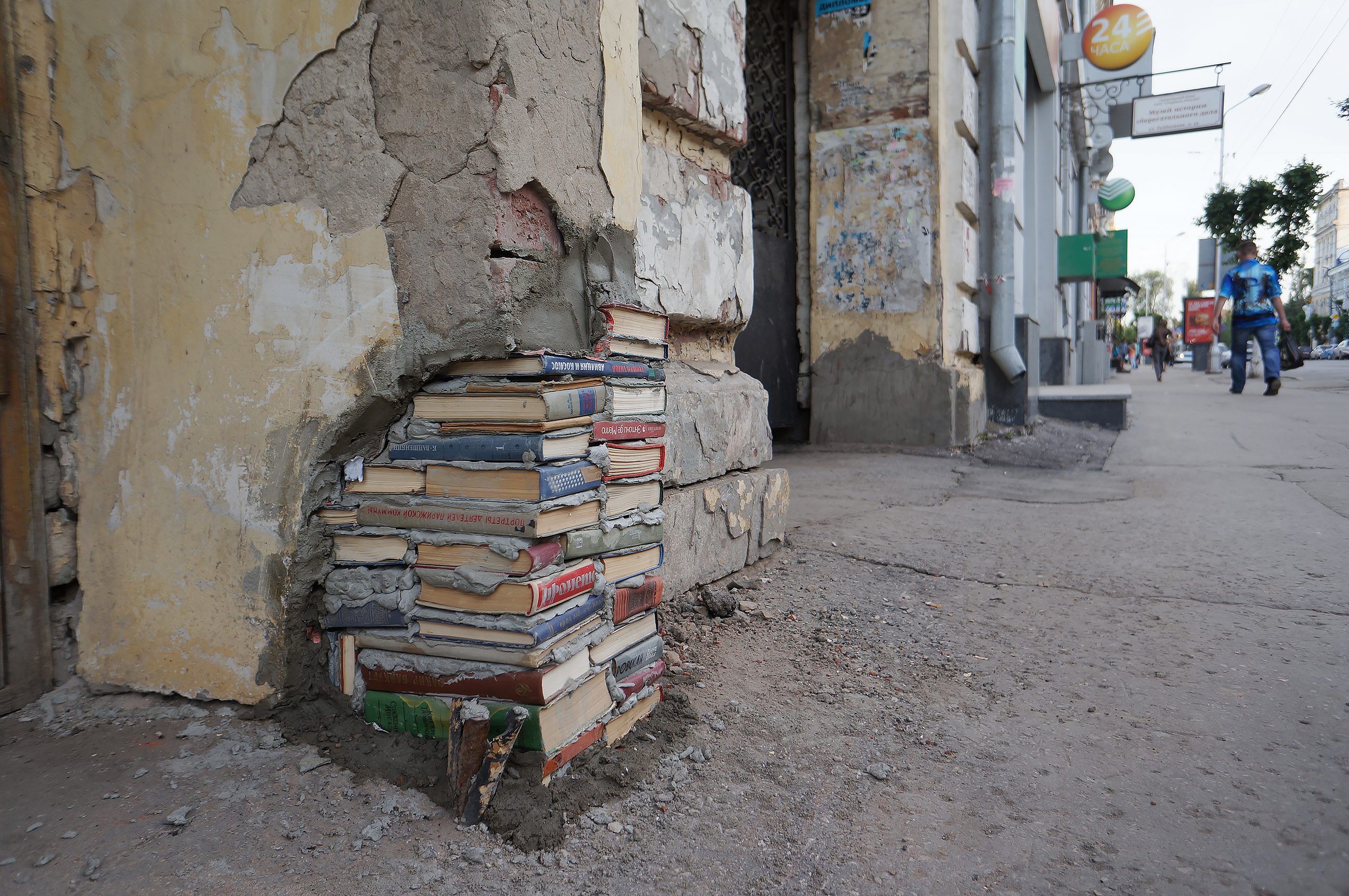
Работа «Усиление контраста», Самара
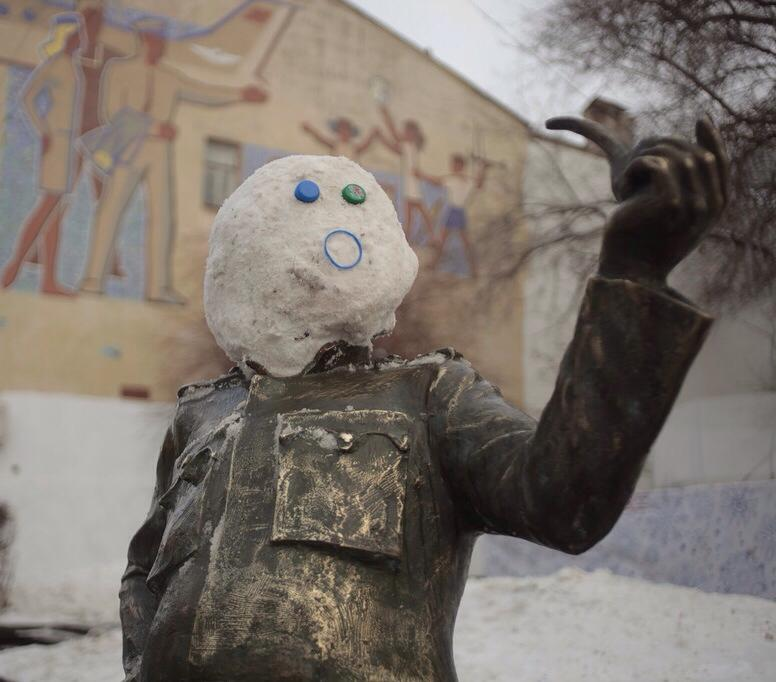
Работа «Снеговик», Самара
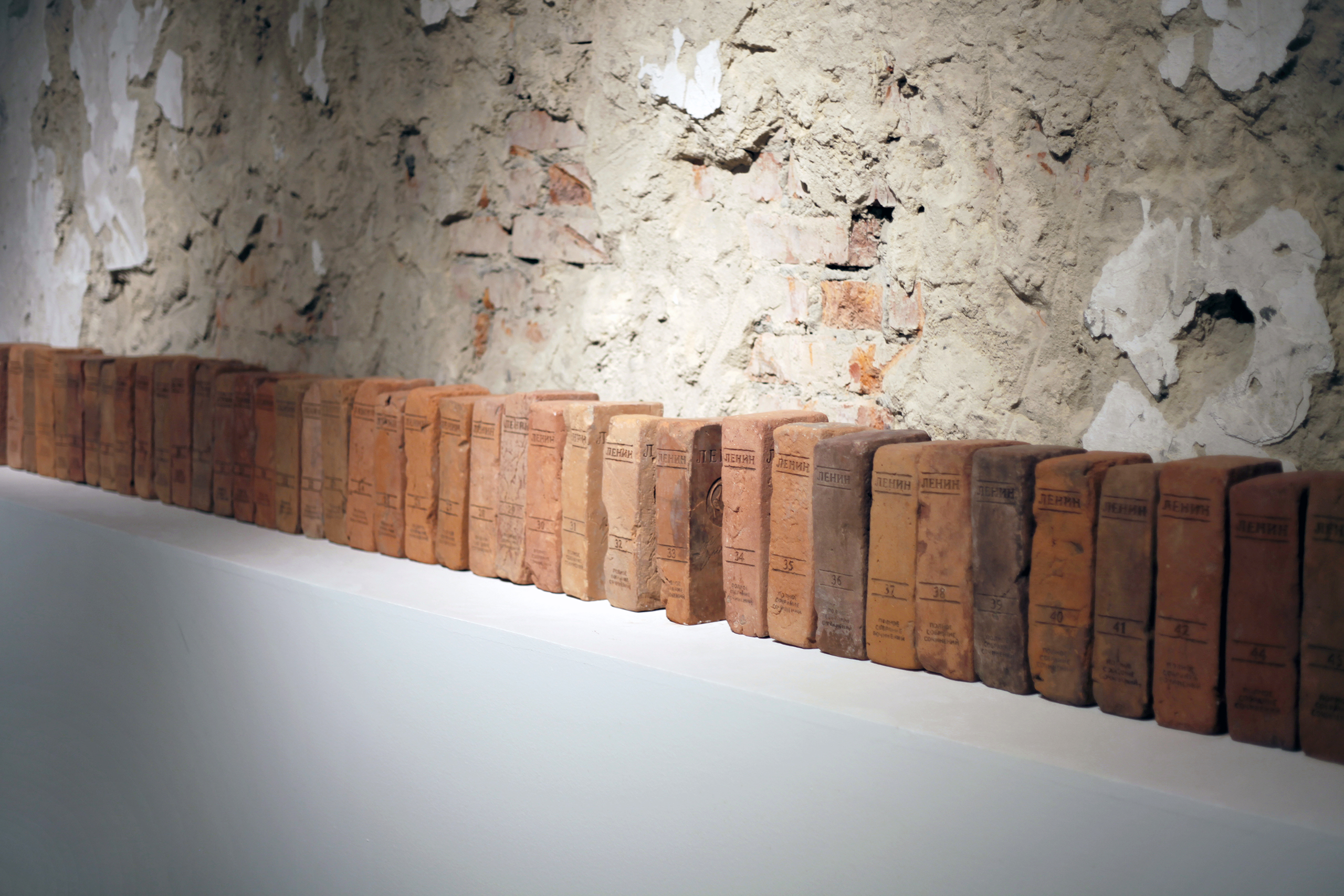
Работа «Полное собрание сочинений», 2013
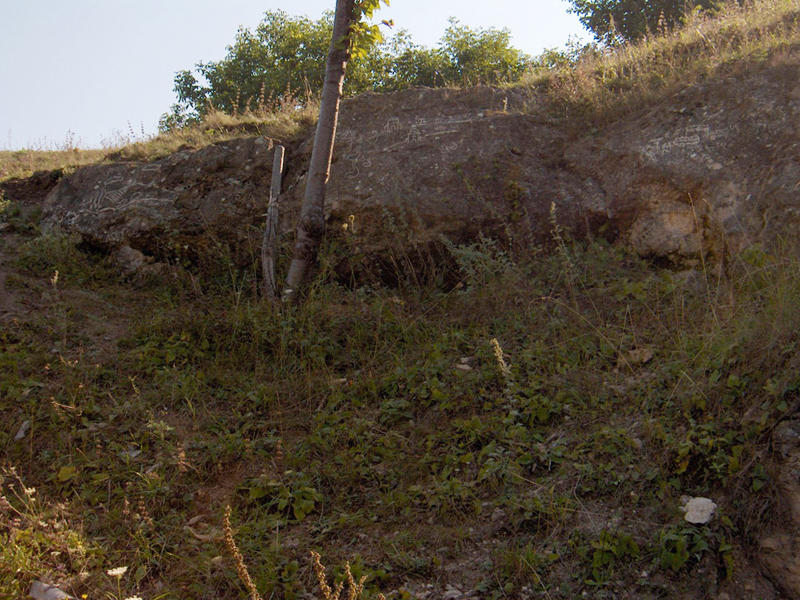
Проект «Отражения»
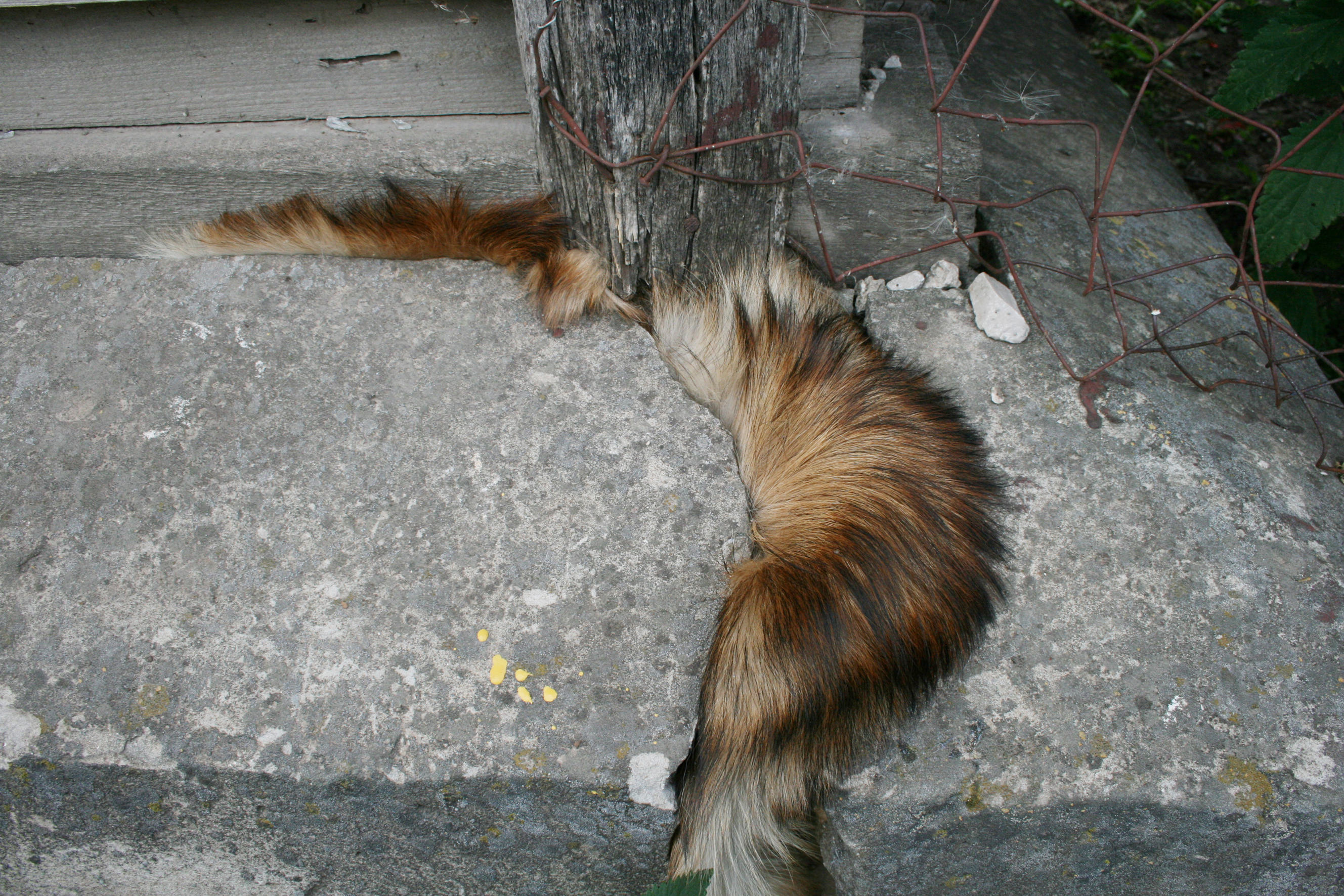
из серии «Объективное»
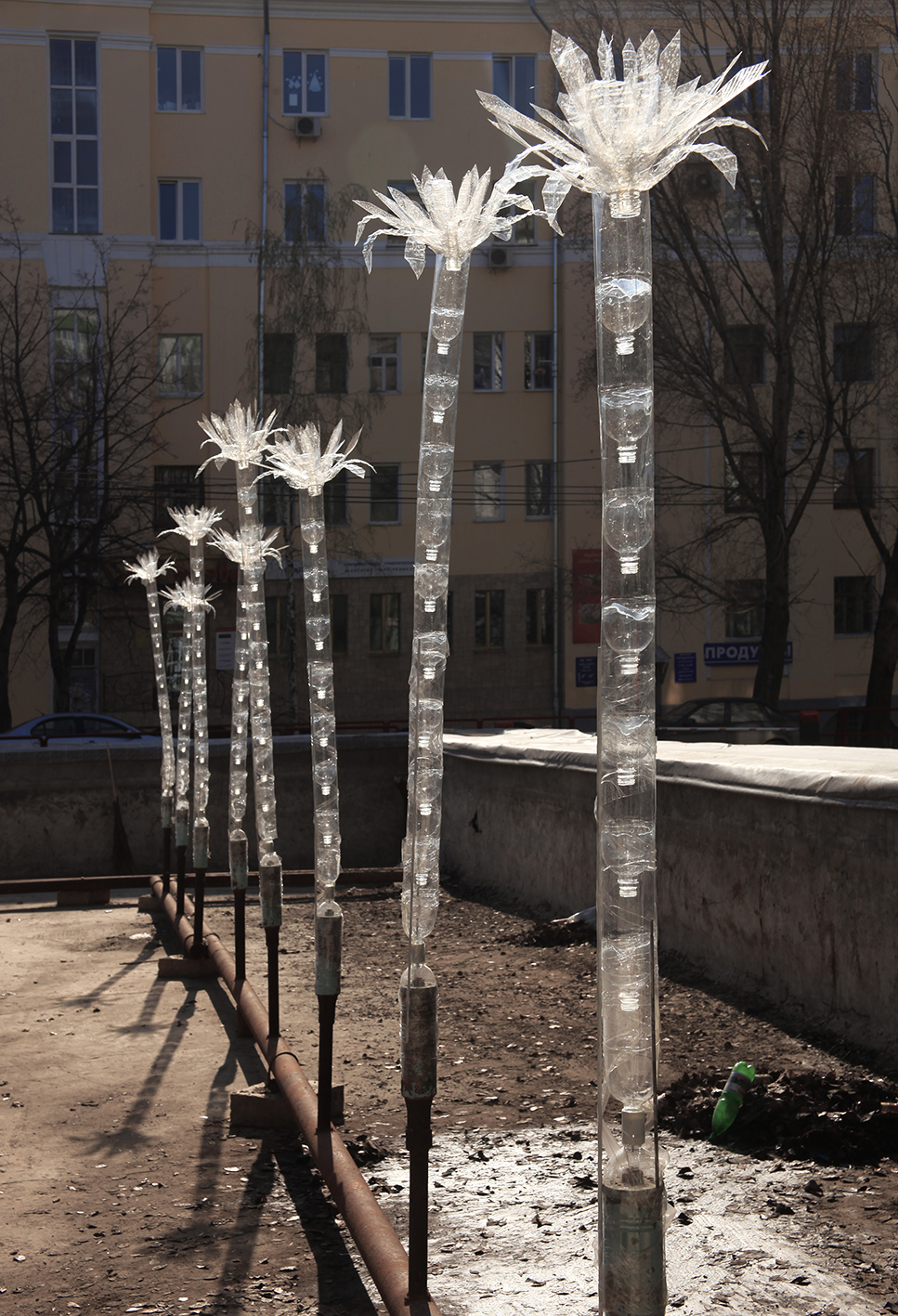
Работа «Фонтан»

- Усиление контраста, 2013. Стрит-арт. Книги, цемент. Самара. Работа была опубликована в твиттер-аккаунте Banksy (@thereaIbanksy)[144][145][146][147][148][149]

Основная задача этой работы — исследование возможностей коррекции пространства, посредством эстетических жестов. В данном случае, эстетический жест рождает, усиливает этическую реакцию, создает предложение, от которого невозможно отказаться, реакция неизбежна, она вкодирована в зону эстетического. Ответное действие, вызванное этим жестом, не сразу выводит пространство из зоны влияния эстетического, оно, ещё длительное время ощущает на себе его влияние.
— Андрей Сяйлев
- Украина vs Россия («Трещина»), 2014, Самара, Граффити
- «Серия наблюдений и измерений» (стена, штукатурка, шпаклёвка, шлифовка 2014, г. Санкт-Петербург, Manifesta-10)

Изображенные на холстах и в пространстве измерительные приборы, граффити и фразы, являются визуальным кодом, посредством которого появляется возможность увидеть основной сюжет: это фрагменты пространства, развернувшегося вокруг. В данном случае, выставляется фрагмент стены, улучшенный до «идеального» состояния.
— Андрей Сяйлев
- Полное собрание сочинений, 2013 Кирпич, ручная гравировка[150]
- Всемирная история, 2013—2014 Кирпич, ручная гравировка, сусальное золото. Выставлена на торги, начальная цена: € 15,000 — 20,000[151]
- Из серии «Не мочить», 2011 Холст, сольвентная печать, сольвент. Выставлена на торги, начальная цена: € 3,000 — 4,000[152]
- Куб, из серии «Содержание», 2011—2014 Книги
- Снег — всему голова, 2014 Снег, пластик, бравый солдат Швейк. (Работа выполнена в соавторстве с другими самарскими художниками)[153][154]
- snow02 Без названия, 2006 г, Украина, г. Шаргород Ручная гравировка, камень[155]
- памятник сломанной урне, Самара, 2017, стрит-арт[156]. Работа номинирована на премию «Серебряную козу» портала bigvill.ru в 2015 году[56].
- untitled Самара, 2017, стрит-арт. Выполнена совместно с берлинским художником EVOL, преображающим бетонные блоки, трансформаторные будки и другие объекты в макеты панельных домов[145].
- Фонтан, Самара, 2016 год[157]
- «Срез» 2,2×1,5 м г. Самара 2017 г. (Керамическая плитка, цифровая УФ печать, плиточный клей, авто-лак)[158]

## Проект Портреты Самары
9 августа 2016 году благотворительный проект совместно с фестивалем восстановления старых домов «Том Сойер Фест» организовывал творческие мастерские для детей от 11 до 16 лет в Самарском Литературном музее, где дети прошли мастер-класс по фотографии. После этого участников разделили на несколько команд и они выполнили снимки домов, которые, на их взгляд, должны остаться в истории. Вечером команды собрались на площадке «Том Сойер Феста» на Галактионовской, 91, где шли работы по восстановлению исторического облика старинного здания, где и были определены победители фотокросса. На следующем этапе Андрей Сяйлев перенес отобранные фотографии на плитку и при участии детей создал панно, которое стало арт-объектом на одном из фасадов дома на Галактионовской.
Работа получила название «Городской „Тетрис“», и вызвала широкий общественный резонанс.

На кирпичной стене брандмауэра восстановленного дома № 91 на Галактоновской самарский художник Андрей Сяйлев создал впечатляющее по масштабам панно «Тетрис». Более 800 сфотографированных фасадов характерных для города домов напечатаны на керамических плитках и уложены слоями. Сверху падают новостройки, а внизу утрамбованы здания позапрошлого века. В создании панно поучаствовали десятки горожан, которые делились фотоматериалами и укладывали слоями сталинки, модерн, хрущёвки и любимые деревянные дома.

## Цитаты
Лично для меня искусство — один из способов проживания жизни. Это просто кайфовые вещи, которые я могу делать, встречаясь с самим собой в моменте и созидая этот момент.
— Андрей Сяйлев

не считаю себя «самарским художником», и думаю, что эта локализация вредит художникам: они могли бы быть генералами от искусства, а их всё время ставят в положение партизан…
— Андрей Сяйлев

## Комментарии
1. 1 2  Согласно записи в паспорте, место рождения — Ташкент[1][9].